# 達比挖煤營 (肯塔基州)
達比挖煤營（英語：Darby Coal Mining Camp）是位於美國肯塔基州哈倫縣的一個鬼鎮。

## 地理
達比挖煤營所處的海拔為高於海平面457米（即1499英呎），而該地所採用的時區為UTC-5，即北美東部時區（EST）。同時該地設有夏令時間，為UTC-5調快一小時，即UTC-4（EDT）。